# Паден Сити (Западна Вирџинија)
Паден Сити (енгл. Paden City) град је у америчкој савезној држави Западна Вирџинија.

## Демографија
По попису из 2010. године број становника је 2.633, што је 227 (-7,9%) становника мање него 2000. године.
| Група             | 2000.         | 2010.         |
| Белци             | 2.831 (99,0%) | 2.590 (98,4%) |
| Афроамериканци    | 3 (0,1%)      | 6 (0,2%)      |
| Азијати           | 3 (0,1%)      | 3 (0,1%)      |
| Хиспаноамериканци | 14 (0,5%)     | 12 (0,5%)     |
| Укупно            | 2.860         | 2.633         |